# Mychajło Stelmach (pisarz)

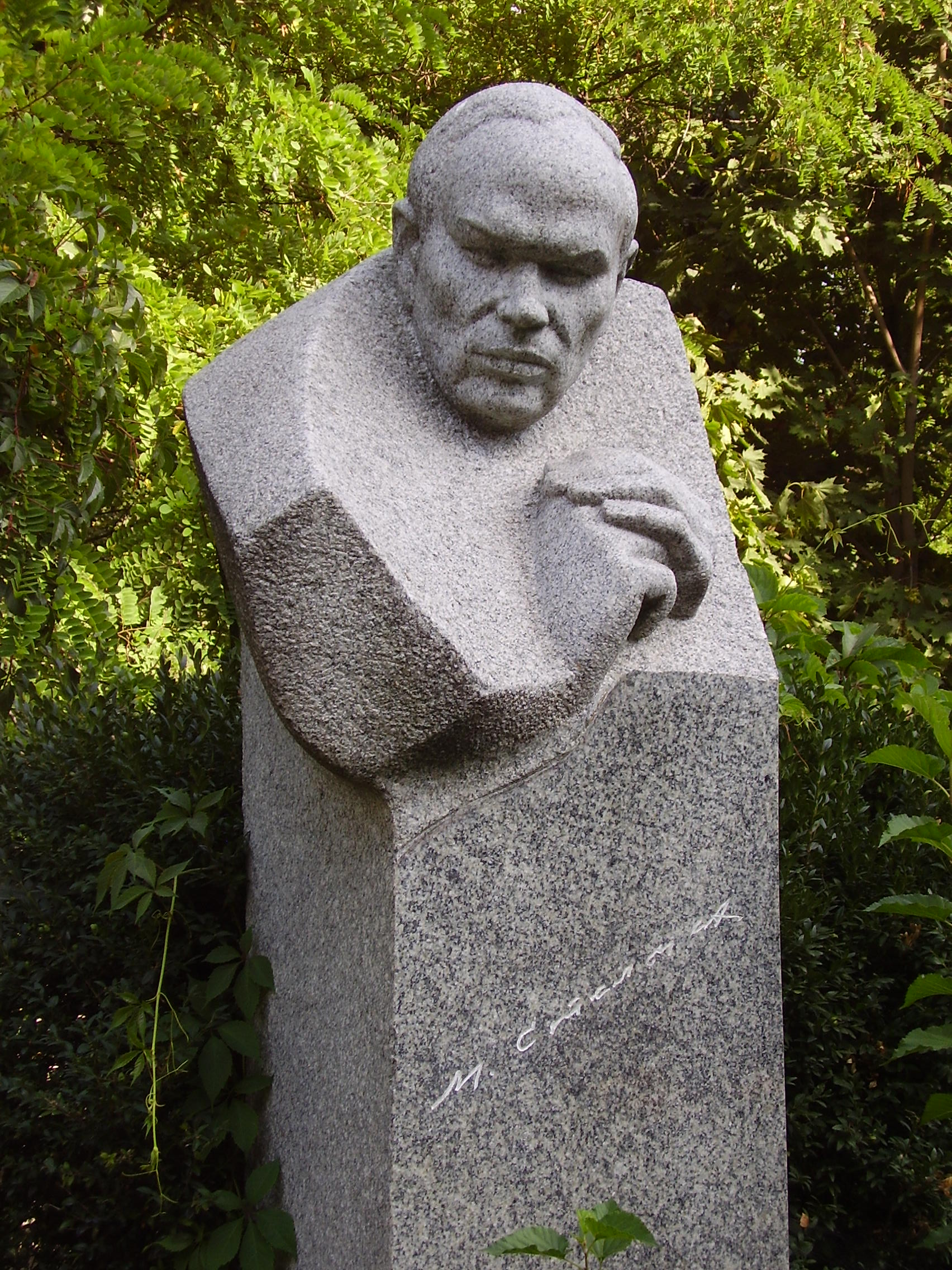
Grób Mychajło Stelmacha

Mychajło Panasowycz Stelmach (ukr. Михайло Панасович Стельмах, ur. 11 maja?/24 maja 1912 we wsi Diakiwcy w obwodzie winnickim, zm. 27 września 1983 w Kijowie) – ukraiński pisarz.

## Życiorys
Urodził się w biednej rodzinie chłopskiej. W 1933 ukończył studia na Wydziale Literackim Winnickiego Instytutu Pedagogicznego, 1933–1938 pracował jako wiejski nauczyciel w rodzinnych stronach i potem w obwodzie kijowskim. W 1936 rozpoczął działalność literacką, w 1941 wydał pierwszy zbiór wierszy pt. Dobroje utra. Po ataku Niemiec na ZSRR był artylerzystą i później frontowym korespondentem gazety 1 Frontu Ukraińskiego „Za czest' Otczizny”, był dwukrotnie ciężko ranny i kontuzjowany. Podczas wojny opublikował w Woroneżu i Ufie dwa zbiory wierszy frontowych; część z nich napisał podczas pobytu w szpitalu. Po wojnie, 1945–1953 pracował w Instytucie Nauk o Sztuce, Folkloru i Etnografii Akademii Nauk Ukraińskiej SRR. Pisał wiersze patriotyczne, osnute na motywach folkloru, poza tym nowele i powieści będące kronikami życia ukraińskiej wsi, m.in. cykl powieściowy Wielka rodzina 1949–1951 (wyd. pol. t. 1-2, 1954), Ludzka krew nie woda 1957 (wyd. pol. 1960). Napisał też powieść o II wojnie światowej Prawda i krywda (pol. przekład pt. Ziarno i plewa, 1967). Jest też autorem lirycznych powieści autobiograficznych, sztuk teatralnych i wierszy dla dzieci. Był deputowanym do Rady Najwyższej ZSRR od 6 do 9 kadencji.

## Odznaczenia i nagrody
- Medal Sierp i Młot Bohatera Pracy Socjalistycznej (23 maja 1972)
- Order Lenina (trzykrotnie)
- Order Rewolucji Październikowej
- Order Czerwonego Sztandaru Pracy
- Order Przyjaźni Narodów
- Order Wojny Ojczyźnianej II klasy
- Nagroda Leninowska
- Nagroda Stalinowska
- Narodowa Nagroda im. Tarasa Szewczenki

I medale.